# أوكي

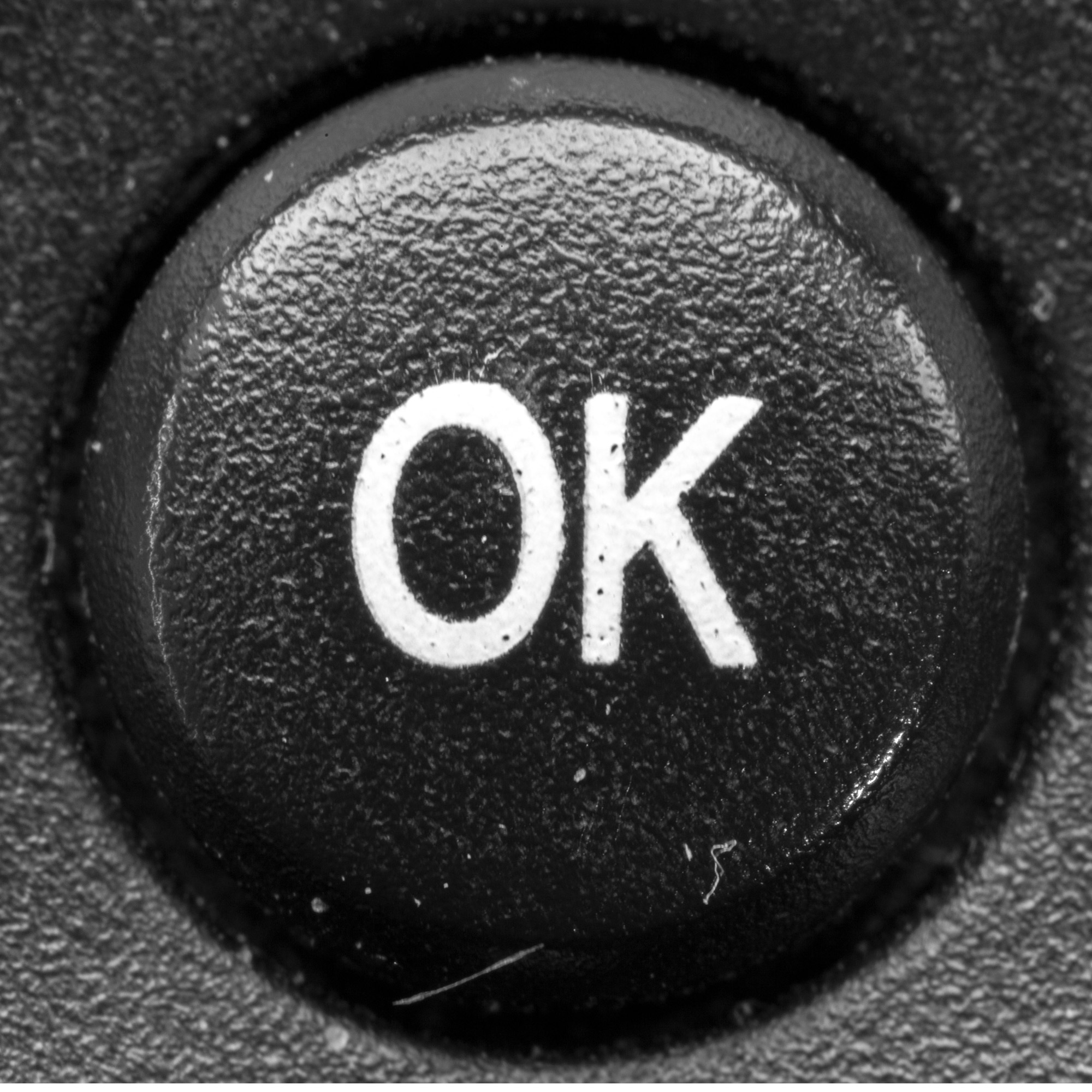
زر OK على جهاز التحكم عن بعد

أوكي أو OK (الصيغ الإملائية التي تشمل okay وOK وok) هي كلمة إنجليزية أمريكية تشير إلى الموافقة أو القبول أو الاتفاق أو الإقرار أو علامة اللامبالاة. كثيرا ما يستخدم OK كلفظ دخيل في لغات أُخرى. وقد وصفت بأنها أكثر الكلمات المنطوقة أو المكتوبة على كوكب الأرض. أصول الكلمة مُختَلفُ فيها.
كصفة، فإن OK تعني بشكل أساسي «كافية» أو «مقبولة» على النقيض من «سيئة» («وافق الرئيس على هذا، لذلك لا بأس في إرساله it is OK to send out»)؛ يمكن أن يعني أيضًا «متوسط» عند استخدامه على النقيض من «جيد» («كانت البطاطس المقلية رائعة، لكن البرجر كان مقبولًا» "The french fries were great, but the burger was just OK"). يمكن أن تشير إلى الامتثال («حسنًا، سأفعل ذلك» "OK, I will do that") أو الاتفاق («حسنًا، هذا جيد» "OK, that is fine"). يمكن أن تعني «موافقة» عندما يتم استخدامها كاسم («أعطاها الرئيس» موافق «للشراء» "the boss gave her the OK to the purchase")، أو بشكل عام كفعل («وافق الرئيس على الشراء» "the boss OKed the purchase"). وتُستخدم كصفة، يمكن التعبير عن الإقرار دون موافقة. كذلك تُستخدم كعلامة خطاب متعددة الاستخدامات أو عنصر توجيه خلفي (back-channeling)، يمكن أيضًا استخدامها بنبرة صوت مناسبة لإظهار الشك أو لطلب التأكيد («موافق؟»، «هل هذا جيد؟» "OK?", "Is that OK?").

## أصولها المقترحة
تم طرح تفسيرات كثيرة -مفترضة- لأصل هذا التعبير، لكن لم تتم مناقشة تلك الافتراضات بجدية بواسطة اللغويين. الافتراضات التالية لها بعض القبول:

### بدعة اختصار بوسطن
معظم الأعمال المرجعية اليوم تستند إلى دراسة استقصائية للتاريخ المبكر للكلمة في المطبوعات، هناك سلسلة من ست مقالات كتبها ألن ووكر ريد في مجلة American Speech في عامي 1963 و1964. فقد قام بتتبع انتشار وتطور الكلمة في الصحف الأمريكية وغيرها من الوثائق المكتوبة، وفي وقت لاحق في جميع أنحاء العالم. كما وثّق الجدل الدائر حول "OK" وتاريخ علم أصوله الشعبية، وكلاهما مرتبطان بتاريخ الكلمة نفسها. يذكر «ريد» أنه في وقت ظهور التعبير لأول مرة في المطبوعات كان هناك بدعة أوسع في الولايات المتحدة بـ «الأخطاء الإملائية الكوميدية» ولتكوين وتوظيف الاختصارات، التي تستند إلى أنماط الكلام العامية: 
 يُعتقد أن البدعة العامة كانت موجودة في اللغة الإنجليزية الأمريكية المكتوبة أو غير الرسمية لمدة عشر سنوات أو أكثر قبل ظهورها في الصحف. استخدم تعبير 'OK' للتعبير عن "all correct" ثم تغيرت التهجئة إلى "Oll Korrect" أو حتى "Ole Kurreck".
يبدو أن المصطلح قد حقق شهرة وطنية في عام 1840، عندما زعم أنصار الحزب السياسي الديمقراطي خلال الانتخابات الرئاسية الأمريكية عام 1840 أنه يعني "Old Kinderhook" «أولد كيندرهوك»، وهو لقب الرئيس الديمقراطي ومرشح انتخابات الإعادة مارتن فان بورين، فقد كان موطنه كيندرهوك، نيويورك. فكان استخدام تعبير "Vote for OK" «صوِّت لـOK» كان أكثر ذكاءً من استخدام اسمه الهولندي. ردا على ذلك عزا معارضو حزب اليمين الأمريكي كلمة OK إلى المعنى "Oll Korrect"، إلى الإملاء السيئ لأندرو جاكسون، سلف فان بورين. وأصبحت الدعاية الانتخابية في جميع أنحاء البلاد حدثا حاسما في تاريخ التعبير OK،  فقد أصبح يستخدم على نطاق واسع في جميع أنحاء الولايات المتحدة.

وهناك تفسيرات بديلة لذلك التفسير: 

### شوكتو Choctaw
في "All Mixed Up"، غنى المغني الشعبي Pete Seeger أن OK كانت من أصل Choctaw،  حيث كانت قواميس الوقت تميل إلى الاتفاق. أشارت ثلاثة أعمال مرجعية أمريكية رئيسية (ويبسترز، نيو سنشري، فونك أند وانجولز) إلى أن هذا المصطلح هو الأصل المحتمل حتى أواخر عام 1961.
أقدم دليل مكتوب لأصل تشوكتاو موجود من قِبَل المبشرين المسيحيين سايروس بيينغتون وألفريد رايت في عام 1825. انتهى هؤلاء المبشرون بعدة جمل في ترجمتهم للكتاب المقدس باستخدام اللفظ "okeh"، بمعنى «إنه كذلك»، والذي تم إدراجه كإملاء بديل في كتاب ويبستر 1913.

يؤكد قاموس بيينغتون للغة تشوكتاو على انتشار لفظ "okeh"،  وتسمى قواعده في لغة تشوكتاو اللفظ-okeh  أو particle-keh  «تناقض إيجابي»، مع البادئة «المميزة»-o.
 كانت لغة تشوكتاو واحدة من اللغات التي يتحدث بها في ذلك الوقت في جنوب شرق الولايات المتحدة قبيلة لها اتصال كبير مع العبيد الأفارقة. اعتمدت اللغة الرئيسية للتجارة في ذلك المكان، Mobilian Jargon، على Choctaw-Chickasaw، وهما لغتين من لغات Muskogean. تم استخدام هذه اللغة، على وجه الخصوص، للتواصل مع الرقيق على مدى ثلاثة عقود قبل بدعة اختصار بوسطن، كان تشوكتاو في مفاوضات مكثفة مع الحكومة الأمريكية،  بعد أن قاتلوا إلى جانبهم في معركة نيو أورليانز.
تشير الحجج المتعلقة بالأصل الجنوبي الأكثر للكلمة إلى ميل اللغة الإنجليزية إلى اعتماد كلمات قروض في حالات الاتصال اللغوي، وكذلك في كل مكان في لفظ OK. توجد ألفاظ مماثلة في مجموعات اللغات الأصلية التي تختلف عن اللغة الإيروكانية (Algonquian، Cree cf. " ekosi ").

### غرب أفريقيا
هناك شهادة مكتوبة يمكن التحقق منها في وقت مبكر من اللفظ "kay" من النسخ من Smyth (1784) لعبد من كارولينا الشمالية لا يريد أن يجلد من قبل أوروبي يزور أمريكا: 
 يُذكر أن أصل الكلمة يعود إلى غرب أفريقيا (ماندي و/ أو البانتو) وقد ورد ذلك في المصادر العلمية، وتعود الكلمة إلى الولوف والبانتو كلمة waw-kay أو ماندي (aka "Mandinke" or "Mandingo") عبارة o ke.
قام ديفيد دالبي أولاً بادعاء أن اللفظ "OK" يمكن أن يكون له أصول إفريقية في محاضرة هانز وولف التذكارية عام 1969. أعيد طبع حجته في العديد من المقالات الصحفية بين عامي 1969 و1971. وقد ذكر جوزيف هولواي هذا الاقتراح مؤخرًا، والذي جادل في كتاب عام 1993 «التراث الأفريقي للإنجليزية الأمريكية» (شارك في كتابه مع مبشر متقاعد) هناك العديد من لغات غرب إفريقيا التي تحمل علامات شبه متجانسة تحمل معاني مثل «نعم بالفعل» أو التي تعد جزءًا من مرجع القناة الخلفية (back-channeling). لكن فريدريك كاسيدي قد طعن في مزاعم دالبي، مؤكدًا أنه لا يوجد دليل موثق على أن أي من هذه الكلمات باللغة الأفريقية كان لها أي صلة سببية مع استخدامها في الصحافة الأمريكية،  يمكن للمرء بالتأكيد أن يتساءل عن حقيقة أن معيار الإثبات المكتوب هذا لا يفسر الأمية التي كان عليها متحدثو غرب إفريقيا أثناء فترة العبودية المعنية.
لم يتم قبول فرضية غرب إفريقيا بحلول عام 1981 من قبل أي من المتخصصيين في علم أصول الكلام،  ومع ذلك ظهرت منذ ذلك الحين في المصادر العلمية التي نشرها علماء اللغة وغير اللغويين على حد سواء.

### أصول بديلة
تم اقتراح عدد كبير من الأصول. يُعتقد أن بعضها يندرج ضمن فئة علم أصول اللغة الشعبية ويقترح على أساس التشابه الظاهر بين "OK" وعبارة أو أخرى بلغة أجنبية ذات معنى وصوت مشابهين. بعض الأمثلة هي:
- قد تكون تحريفا من خطاب العدد الكبير من أحفاد المهاجرين الاسكتلنديين والويستر (الاسكتلنديين - الايرلنديين) إلى أمريكا الشمالية، من جملة الأسكتلنديين الشائعة och aye والتي تقصد ("oh yes").[29]
- أو قد تكون استعارة للعبارة اليونانية όλα καλά  (óla kalá) وتعنى "all good".[30]

## الصيغة
تمت كتابة هذه الكلمة بأشكال مختلفة مثل "OK" أو "Ok" أو "ok" أو "okay" أو "O.K." وهي مسألة يتم حلها عادةً في دليل الأنماط للمنشور المعني. ولا توفر القواميس وأدلة النمط مثل دليل شيكاغو للأسلوب ودليل الأناقة والاستخدام في نيويورك تايمز أي إجماع حول صيغة محددة.
| الاختلاف       | متى تستخدم / أصولها |
| -------------- | --- |
| okeh           | كلمة Choctaw لـ "it is so" (انظر أعلاه). هجاء إنجليزي بديل، لم يعد شائعًا، على الرغم من بقائه قيد الاستخدام المتقطع في القرن العشرين. انظر أيضا سجلات Okeh.                                                                |
| hokay          | مستخدمة في اللغة الإنجليزية كبديل. |
| kay أو 'kay    | تستخدم في عمل هرمان ووك ككلمة حشو من قبل مهووس الكابتن Queeg. |
| k أو kk أو oka | يشيع استخدامها في المراسلة الفورية، أو في رسائل SMS. ولكن قبل وجود الرسائل القصيرة تم استخدام كلمة "K" في شفرة مورس بمعنى "Go Ahead".                                                                                     |
| Okie dokie     | شاع هذا المصطلح في العامية في فيلم " الأوغاد الصغار " (Oki doki). هذه العبارة يمكن تمديدها، على سبيل المثال "Okie dokie (aka) pokie / smokie / artichokie / karaoke / lokie، " إلخ.                                       |
| ôkê            | تستخدم في فيتنام. تستخدم okey أيضا، ولكن ok أكثر شيوعا. |
| okei           | تستخدم في اللغات النرويجية، الأيسلندية، الفنلندية والإستونية (مع OK أو ok) |
| okey           | تستخدم في اللغات الكاتالانية، الفارويز، الفلبينية، الروسية، الإسبانية والتركية، والتي تبدو مماثلة للنطق الإنجليزية OK. |
| okej           | تستخدم في اللغات البولندية، الصربية الكرواتية، السلوفينية، المقدونية، السويدية، وأحيانًا اللاتفية ؛ تستخدم ok أيضا، ولكن تعتبر جزءا من لغة الإنترنت العامية أكثر.                                                          |
| oké            | تستخدم في اللغات الهولندية والمجرية. في الهولندية، تستخدم oke, ok okay أيضا، ولكنها أقل شيوعا في اللغة الرسمية المكتوبة.                                                                                                  |
| okå            | تستخدم في النرويج. وتُنطق بنفس طريقة OK. الإملاء ينشأ من نطق الأحرف الفردية في النرويجية. يشيع استخدام Okei وoukei في الكتابة أو التحدث.                                                                                   |
| ookoo          | تستخدم في فنلندا. وتُنطق بنفس طريقة OK. الإملاء ينشأ من نطق الحروف الفردية بالفنلندية. |
| oquei وocá     | نادرا ما تستخدم حاليا باللغة البرتغالية، ولكن ظهرت مرة واحدة كبدعة في البرازيل. تُنطق مثل الإنجليزية "OK" أو تتبع أسماء الحروف باللغة البرتغالية (oh-kah). في اللغة البرتغالية المكتوبة لا تزال تستخدم إلى حد كبير مثل OK. |
| oukej          | تستخدم في اللغات التشيكية والسلوفاكية. وتُنطق كما الإنجليزية OK، , يتم نطقه [o: ka:]. لم يتم التعرف على أي إصدار رسميًا. |
| owkej          | تستخدم في اللغة المالطية. وتُنطق كما الإنجليزية OK. |
| oukei          | تستخدم في العامية الأفريكانية. وتُنطق كما الإنجليزية OK. |
| או קיי         | تستخدم في العامية العبرية الحديثة. وتُنطق كما الإنجليزية OK. |
| O.K            | تستخدم في اللغة اليونانية. تنطق كما الإنجليزية okay. وهناك أسطورة خاطئة من قِبل البعض في اليونان مفادها أن كلمة "OK" يمكن إرجاعها إلى التعبير اليوناني "Κα Καλά"، بمعنى "كل شيء على ما يرام".                              |
| "A-OK"         | وهو اختلاف أكثر تقنية شاع في ناسا في عام 1961. |
| M'kay          | مصطلح بالعامية شاع في برنامج ثاوث بارك التلفزيوني. ويُنطق مثل "Mmmm K". هذا الاختلاف له دلالات من السخرية، مثل التنافر الخلاف.                                                                                             |
| Okily Dokily!  | مستخدمة من قِبَل نيد فلاندرز في عائلة سمبسون. |
| أوكي           | تستخدم باللغة العربية. وتُنطق كما الإنجليزية OK. |

## الاستعمال
في عام 1961، قامت وكالة ناسا بتعميم البديل " A-OK " خلال إطلاق مهمة ميركوري.

### الاستخدام الدولي
في البرازيل والمكسيك وبيرو، وكذلك في بلدان أمريكا اللاتينية الأخرى، يتم نطق الكلمة تمامًا كما هي باللغة الإنجليزية ويتم استخدامها كثيرًا. غالبًا ما يستخدم الناطقون باللغة الإسبانية كلمة "okey" لتتوافق مع القواعد الإملائية للغة. في البرازيل قد تُنطق "ô-kei". في البرتغال يتم استخدامه مع نطقه باللغة البرتغالية ويبدو مثل "ókâi" (على غرار نطق اللغة الإنجليزية ولكن مع "ó" يبدو مثل "o" في "lost" أو "top")، أو حتى مثل "oh-kapa". في إسبانيا أقل شيوعًا بكثير من بلدان أمريكا اللاتينية (يفضل استخدام كلمات مثل "vale" أو "de acuerdo").
في فلاندرز وهولندا أصبحت OK جزءًا من اللغة الهولندية اليومية. وتُنطق بنفس الطريقة.
يستخدم المتحدثون باللغة العربية أيضًا كلمة (أوكي) على نطاق واسع، لا سيما في مناطق الوجود البريطاني السابق مثل مصر والأردن وفلسطين والعراق، وأيضًا في جميع أنحاء العالم العربي بسبب انتشار السينما والتلفزيون الأمريكي. يتم نطقها كما هي باللغة الإنجليزية ولكن نادرًا ما يتم عرضها في الصحف العربية ووسائل الإعلام الرسمية.

## لغة الإشارة

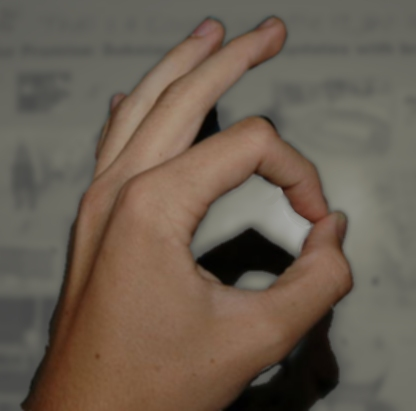
علامة OK

في الولايات المتحدة ومعظم أوروبا، تُستخدم حركات اليد للتعبير عنها عن طريق لمس السبابة بالإبهام (تشكيل دائرة) ورفع الأصابع المتبقية. لا يُعرف ما إذا كانت هذه الإشارة مشتقة من التعبير أم أنها ظهرت أولاً. تم الترويج لهذه الإشارة في أمريكا عام 1840 كرمز لدعم المرشح الرئاسي آنذاك مارتن فان بورين. كان هذا للقب فان بورين، Old Kinderhook، والمستمدة من مسقط رأسه في Kinderhook، NY، فاستخدموا الحروف الأولى O K. هناك إشارات مماثلة لها معان مختلفة في الثقافات الأخرى، بعض يحمل معنى التهجم، والبعض الآخر تعبدي.

## أجهزة الكمبيوتر
يتم استخدام "OK" لتسمية الأزرار في مربعات الحوار المشروطة مثل رسائل الخطأ أو مربعات حوار الطباعة، مما يشير إلى أنه يجب على المستخدم الضغط على الزر لقبول محتويات مربع الحوار والمتابعة. عندما يحتوي مربع حوار مشروط على زر واحد فقط، فإنه يتم دائمًا تسميته "OK"، وعادة ما يتم كتابته بالحروف الكبيرة دون علامات ترقيم: "OK"، وليس «O.K.، أو Okay، أو Ok.». يعود استخدام الزر "OK" على الأرجح إلى واجهة المستخدم في Apple Lisa. من المحتمل أن يكون مصدر الإلهام -ok في أمر find على Unix.
تطبع لغة البرمجة فورث ok عندما تكون مستعدة لقبول الإدخال من لوحة المفاتيح. يتم استخدام هذه المطالبة على Sun وApple وأجهزة الكمبيوتر الأخرى المزودة بـ Forthware (OpenBoot) المستندة إلى Forth. ظهور ok في سياقات غير لائقة هو موضوع بعض الفكاهة.

## روابط خارجية
- لماذا نقول «موافق» - Vox News أنتجت فيديو
- من أين أتيت؟
- حسنا. فلنكمل.
- أكثر الكلمات التي تم التعرف عليها على الكوكب: موافق أو موافق أو حسنًا (تم الأرشفة)
- NPR: أصل موافق (الصوت)
- حسناً / حسنًا - معرض في غراي آرت غاليري، المعهد السويسري، جامعة نيويورك
- التعليمات: «موافق»
- بي بي سي: كيف «موافق» سيطر على العالم. استرجاع 18 فبراير 2011.